# Tetraterpen
Tetraterpener är terpener som består av åtta isoprenenheter och har summaformeln C40H64. Tetraterpenoider är tetraterpener som modifierats genom exempelvis oxidation och ringbildning.
Bland tetraterpenerna finns:
- Fytoen

Bland biologiskt viktiga tetraterpenoider märks karotenoiderna, som uppdelas i:
- Karotener såsom den acykliska lykopen, den monocykliska γ-karoten samt de bicykliska α- och β-karotenerna.
- Xantofyller